# Уй (притока Іти)
Уй (рос. Уй) — річка в Росії, ліва притока Іти. Протікає територією Ігринського району Удмуртії.
Річка починається за 0,5 км на південний захід від присілка Байвал і на всьому протязі має північно-східний напрямок до самого гирла. Береги річки подекуди заліснені. На річці створено декілька ставків. Річка приймає декілька дрібних приток.
Над річкою розташовано присілки Байвал, Ільяпієво та Сетпієво, у гирлі — село Зура.